# Karosa LC 936
Karosa LC 936 je model dálkového a zájezdového autobusu, který vyráběla společnost Karosa Vysoké Mýto v letech 1996 až 2001 (od roku 1999 ve verzích LC 936E a LC 936XE). Jedná se o nástupce vozů LC 736 a LC 937 GT 11.

## Konstrukce
Konstrukčně vychází LC 936 ze základního typu řady 900, meziměstského modelu C 934. Je to dvounápravový autobus s polosamonosnou karoserií panelové konstrukce. Motor a mechanická převodovka jsou uloženy za zadní nápravou Detva, v prostoru zadního panelu. Přední náprava s nezávisle zavěšenými koly pochází od společnosti LIAZ. Pro cestující jsou určeny polohovatelné sedačky, rozmístěné 2+2 se střední uličkou, na vyvýšených podestách. Pod stropem nad sedadly je v tunelu rozvod čerstvého vzduchu, trysku si každý cestující může ovládat individuálně. Pod podlahou se nachází zavazadlový prostor. Vstup do vozu zajišťují dvoje jednokřídlé výklopné dveře. Ty první jsou umístěny před přední nápravou a vedle stanoviště řidiče se nachází sklopné sedadlo pro průvodce zájezdu. Druhé dveře jsou umístěny za zadní nápravou a mohou být dvojího druhu. Jednak může jít o dveře klasické, nebo to mohou být pouze dveře nouzové, které nemají schody a jsou vysoké pouze od podlahy ke stropu vozu. Od ostatních vozů řady 930 se LC 936 také liší plochým zadním čelem, které je shodné s čely vozů řady 950, vyráběných od roku 2001.
Později vyráběné verze, LC 936E a LC 936XE, byly mírně upraveny. Nejvýraznější změnou je u verze XE modifikované přední čelo, ve kterém jsou umístěna nová kulatá přední světla (podobná jako u C 956 – Axeru), a nový interiér.

## Výroba a provoz
Výroba vozů LC 936 trvala od roku 1996 do roku 2001, kdy byl nahrazen vozem LC 956. Od roku 1999 produkovala Karosa pouze inovované verze LC 936E a LC 936XE. Celkem bylo vyrobeno 370 kusů autobusů LC 936, LC 936E a LC 936XE.
Autobusy LC 936 jsou určeny pro dálkové meziměstské linky a také pro zájezdy. 